# Random House Tower
Random House Tower, nota anche come Park Imperial Apartments, è un grattacielo di New York. È utilizzata come sede statunitense della casa editrice Penguin Random House e al suo interno presenta anche appartamenti di lusso.

## Caratteristiche
Alto 208 metri, con 52 piani e costruito tra il 2000 e il 2003 è il sessantunesimo grattacielo più alto della città.
L'edificio è composto da due blocchi separati (uno per gli uffici e uno per gli appartamenti) che si uniscono al 27º piano.
Presenta inoltre sulla sommità due ammortizzatori di massa sintonizzati fluidamente, i primi del loro genere in città. Ammortizzatori simili sono montati anche sul Citigroup Center e sul 432 Park Avenue ma essi sono composti da calcestruzzo.